# Alfred Eydt
Alfred Eydt (* 9. Juli 1907 in Leipzig; † 1944) war ein deutscher Hochschullehrer.

## Leben
Er war Volksschullehrer und trat zum 28. Oktober 1925 der NSDAP bei (Mitgliedsnummer 21.491), in der er 1939 Gauhauptstellenleiter im Gau Sachsen war. Nach der 1933 erfolgten Promotion an der Universität Leipzig zum Dr. phil. wurde Alfred Eydt 1938 Dozent für Rassenpolitik und Rassenpsychologie an der Hochschule für Lehrerbildung in Dresden. Das Thema seiner Dissertation lautete Der Körperbau der Wehrsportler. Bekannt wurde er vor allem durch mehrere nationalsozialistische Publikationen über „Volk und Rasse“.

## Werke (Auswahl)
- Der Körperbau der Wehrsportler, Erfurt 1933.
- (mit Michael Hesch): Der Rasse- und Gesundheitspass als Nachweis erblicher Gesundheit. Leipzig 1933.
- Der Sinn der Heiratsgenehmigung bei der SS. In: Nationalsozialistische Monatshefte, 4 (1933), H. 38, S. 216ff.
- Der Körperbau der Leipziger SS. Rassenkundliche und Konstitutionsuntersuchungen an einer ausgelesenen großstädtischen Gruppe. Zugleich eine Richtlinie für umfassendere rassische Erhebungen im Deutschen Volke. Fink, Weimar 1934.
- Rassenpolitische Erziehung in der Volksschule, 1936.
- Die Sippen. Spiegel und Lebensgesetz unseres Volkes, München, Berlin 1939.